# Fake (film uit 2016)
Fake is een Nederlandse telefilm, uitgezonden op 8 mei 2016 door de AVROTROS, onder regie van Thomas Acda. De film is gebaseerd op een scenario van Jan Harm Dekker en Bert Bouma, die het idee voor de film bedachten op de set van Flikken Maastricht.

## Verhaal
Maya van Someren (Sanne Langelaar) ontmoet David Visser (Tim Haars) op wie zij op slag verliefd wordt. Samen vertrekken ze naar Colombia, waar Maya een beeldje dat tot het Colombiaanse cultureel erfgoed behoort meeneemt, ze ontdekt dat David haar heeft gebruikt om drugs te smokkelen vanuit Colombia. In het vliegtuig verbreekt ze de relatie door twee kopjes hete thee over zijn kruis heen te gooien. David wordt door de Nederlandse Marechaussee eruit gepikt bij de bagage, met de drugs in zijn koffer. Maya gaat vrijuit. In Nederland schenkt haar oma (Kitty Courbois) haar een kasteel (Kasteel Borgharen), die ze met haar beste vriend Erik (Gijs Naber) opknapt tot bed & breakfast. De eerste klant is een mysterieuze oliesjeik (Nasrdin Dchar), die Maya's expertise op het gebied van kunst en archeologie maar wat goed kan gebruiken. Dan staat de politie bij Maya op de stoep, de sjeik heeft de bijzondere aandacht van de politie gekregen.

## Cast
De cast bestond uit onder andere: 
- Sanne Langelaar: Maya van Sommeren
- Nasrdin Dchar: Abdel Aziz El Fazi
- Gijs Naber: Erik B
- Lies Visschedijk: Swinkels
- Waldemar Kobus: Gerard Hausmann
- Tom Jansen (acteur): Herman Wessels
- Warre Borgmans: Antoine
- Tim Haars: David Visser
- Kitty Courbois: Oma
- William Boeva: Carl
- Ali Ben Horsting: TCI'er
- Yannick van de Velde: Marechaussee 1
- Rein Hofman: Marechaussee 2
- Anneke Blok: CWI Dame
- Moulay Ahmed Eladij: Imam

## Trivia
De film is voornamelijk opgenomen in Maastricht (Kasteel Borgharen en Maastricht Aachen Airport), maar ook in Luchthaven Schiphol en Grathem (Kasteel Groot Buggenum). Maar ook in het buitenland Colombia en Marokko.
Deze film was het regiedebuut van Thomas Acda, die in 2017 terugkeerde met de film Oh Baby, waarin Gijs Naber eveneens een van de hoofdrollen had. 
Acda vroeg Tim Haars toen zij samenwerkten in de serie Bureau Raampoort of hij ruimte in zijn agenda had om mee te doen, waarna Acda Haars aan de cast toevoegde. 
Het scenario is gebaseerd op het feit dat tijdens de The European Fine Art Fair alle hotels in en rondom Maastricht zijn volgeboekt.
De kunstbeurs The Art Fair is in werkelijkheid de TEFAF, maar die wilde op geen enkele manier met de film geassocieerd worden.